# 酒井文徳
酒井 文徳（さかい ふみのり、1921年4月16日 - 1995年12月28日）は日本の医学者（腎臓生理学、薬理学、毒性学）。

## 来歴
長野県東筑摩郡片丘村北内田（現松本市内田）に生まれる。旧制福島県立白河中学、旧制松本高等学校理科乙類を経て1945年（昭和20年）東京帝国大学医学部卒業。
東京大学医学部副手、東京医科歯科大学医学部助教授（薬理学教室）、東京大学医学部助教授（薬理学教室）を経て、1966年（昭和41年）東京大学医学部薬理学第2講座教授。1975年（昭和50年）に東京大学医学部長、1977年（昭和52年）に第50回日本薬理学会会長、1980年（昭和55年）に第23回日本腎臓病学会会長、1982年（昭和57年、東京大学名誉教授、日本学術振興会理事、1986年(昭和61年）第4回国際トキシコロジー学会会長、1987年（昭和62年）に日本学術振興会理事長に就任。
学生時代は、宮本璋教授の農村厚生運動に参加した。卒業後、柿沼内科その後薬理学教室に入局。昭和20年代は浦口健二教授のもとで黄変米の毒性に関する薬理学的研究、熊谷洋教授のもとで中枢神経系の薬理学的研究に従事。昭和30年代から腎機能とくにmicropunture法による腎髄質機能の生理学的、生化学的解析に関する研究に従事した。ラットの腎髄質部を露出反転し髄質を長い範囲で穿刺するテクニックを開発し、髄質機能の解析を大きく進歩させた（Sakai F,Jamison RL,Berliner RW.Am J Physiol 1965;209:663-668）本邦における現代腎臓生理学の草分け的存在の一人であり、その後の尿細管機能の生化学的研究、分子生物学的研究の基礎をなした。1968年ベルツ賞1等賞を受賞し、その後勲二等瑞宝章を受章した。
1995年（平成7年）12月28日、東京都にて死去。